# ريتشارد كونولي
ريتشارد كونولي (بالإنجليزية: Richard Connolly)‏ هو موسيقي وملحن أسترالي، ولد في 10 نوفمبر 1927.

## وصلات خارجية
- ريتشارد كونولي على موقع IMDb (الإنجليزية)
- ريتشارد كونولي على موقع ميوزك برينز (الإنجليزية)
- ريتشارد كونولي على موقع ديسكوغز (الإنجليزية)